# خوان مورنو (تکواندوکار)
خوان مورنو (انگلیسی: Juan Moreno؛ زادهٔ ۱ آوریل ۱۹۷۱) ورزشکار تکواندو اهل ایالات متحده آمریکا است.
وی در مسابقات کشوری و بین‌المللی در مجموع برندهٔ ۱ مدال طلا، ۲ مدال نقره شده‌است.